# Claudia Scheerschmidt
Claudia Scheerschmidt (* 2. August 1964 in Oberschönau) ist eine deutsche Politikerin der SPD. Von 2017 bis 2019 war sie Abgeordnete des Thüringer Landtags, dem sie bereits 2014 für einige Monate angehörte.
Scheerschmidt ließ sich zur Industriekauffrau ausbilden und belegte eine Weiterbildung im Bereich Verwaltungsbetriebswirtschaft an der Verwaltungs- und Wirtschaftsakademie (VWA) in Erfurt. Seit 1999 ist sie ehrenamtliche Bürgermeisterin ihrer Heimatgemeinde Oberschönau. Sie ist Mitglied des Kreistages des Landkreises Schmalkalden-Meiningen, des Präsidiums des Gemeinde- und Städtebundes Thüringen und des Vorstands der Sozialdemokratischen Gemeinschaft für Kommunalpolitik (SGK). Am 1. Februar 2014 rückte sie für Wolfgang Lemb in den Thüringer Landtag nach. Zur Landtagswahl 2014 kandidierte sie auf Platz 15 der SPD-Landesliste, was nicht zur Wiederwahl ausreichte. Als Direktkandidatin im Wahlkreis Gera II erhielt sie rund 11 % der Stimmen. Am 19. Oktober 2017 rückte sie für Christoph Matschie in den Landtag nach. Zur Landtagswahl in Thüringen 2019 kandidierte sie erfolglos im Wahlkreis Hildburghausen II – Sonneberg II.
Scheerschmidt ist geschieden und Mutter eines Kindes.